# Fußball-Club Energie Cottbus 2000-2001
Questa voce raccoglie le informazioni riguardanti il Fußball-Club Energie Cottbus nelle competizioni ufficiali della stagione 2000-2001.

## Stagione
Nella stagione 2000-2001 l'Energie Cottbus, allenato da Eduard Geyer, concluse il campionato di Bundesliga al 14º posto. In Coppa di Germania l'Energie Cottbus fu eliminato al secondo turno dall'Ulma.

## Rosa
| N. |                                 | Ruolo | Calciatore           |
| -- | ------------------------------- | ----- | -------------------- |
| 1  | Germania (bandiera)             | P     | Thomas Köhler        |
| 2  | Ungheria (bandiera)             | D     | Vilmos Sebők         |
| 3  | Germania (bandiera)             | D     | Christian Beeck      |
| 4  | Germania (bandiera)             | C     | Jörg Scherbe         |
| 5  | Bulgaria (bandiera)             | D     | Canko Cvetanov       |
| 6  | Germania (bandiera)             | D     | Sebastian Abt        |
| 7  | Romania (bandiera)              | C     | Laurențiu Reghecampf |
| 8  | Bosnia ed Erzegovina (bandiera) | C     | Bruno Akrapović      |
| 9  | Macedonia del Nord (bandiera)   | C     | Toni Mičevski        |
| 10 | Germania (bandiera)             | C     | Steffen Heidrich     |
| 11 | Croazia (bandiera)              | A     | Antun Labak          |
| 12 | Germania (bandiera)             | P     | Gunnar Berntsen      |
| 13 | Polonia (bandiera)              | D     | Witold Wawrzyczek    |
| 14 | Albania (bandiera)              | D     | Rudi Vata            |
| 15 | Romania (bandiera)              | A     | Sabin Ilie           |
| 16 | Benin (bandiera)                | C     | Moussa Latoundji     |

| N. |                                 | Ruolo | Calciatore           |
| -- | ------------------------------- | ----- | -------------------- |
| 17 | Ungheria (bandiera)             | D     | János Mátyus         |
| 18 | Polonia (bandiera)              | C     | Andrzej Kobylański   |
| 19 | Marocco (bandiera)              | C     | Hamid Termina        |
| 20 | Germania (bandiera)             | C     | René Trehkopf        |
| 21 | Brasile (bandiera)              | A     | Franklin Bittencourt |
| 22 | Marocco (bandiera)              | A     | Mohamed Lakhouil     |
| 23 | Bosnia ed Erzegovina (bandiera) | P     | Tomislav Piplica     |
| 24 | Romania (bandiera)              | C     | Vasile Miriuță       |
| 25 | Bosnia ed Erzegovina (bandiera) | D     | Faruk Hujdurović     |
| 27 | Germania (bandiera)             | A     | Sven Unversucht      |
| 28 | Germania (bandiera)             | D     | Martin Neubert       |
| 29 | Germania (bandiera)             | A     | Thomas Neubert       |
| 30 | Svezia (bandiera)               | C     | Jonny Rödlund        |
| 33 | Germania (bandiera)             | C     | Ronny Thielemann     |
| 34 | Germania (bandiera)             | A     | Sebastian Helbig     |

## Organigramma societario
Area tecnica
- Allenatore: Eduard Geyer
- Allenatore in seconda: Hagen Reeck, Petrik Sander
- Preparatore dei portieri:
- Preparatori atletici:

## Calciomercato

### Sessione estiva
| Acquisti | Acquisti             | Acquisti           | Acquisti |
| R.       | Nome                 | da                 | Modalità |
| -------- | -------------------- | ------------------ | -------- |
| D        | Faruk Hujdurović     | Ried               |          |
| C        | Bruno Akrapović      | TeBe Berlino       |          |
| A        | Ferenc Horváth       | Genk               |          |
| A        | Sabin Ilie           | Progresul Bucarest |          |
| C        | Andrzej Kobylański   | Hannover 96        |          |
| A        | Toralf Konetzke      | Fortuna Colonia    |          |
| C        | Toni Mičevski        | Pelister           |          |
| C        | Laurențiu Reghecampf | FCSB               |          |
| D        | Vilmos Sebők         | Waldhof Mannheim   |          |
| D        | Tamás Szekeres       | Gent               |          |
| C        | Ronny Thielemann     | Hansa Rostock      |          |

| Cessioni | Cessioni          | Cessioni             | Cessioni |
| R.       | Nome              | a                    | Modalità |
| -------- | ----------------- | -------------------- | -------- |
| A        | Ferenc Horváth    | Maccabi Tel Aviv     |          |
| P        | Marco Eckstein    | Sachsen Lipsia       |          |
| C        | Mike Jesse        | TeBe Berlino         |          |
| A        | Miroslav Jović    | Carl Zeiss Jena      |          |
| D        | Matthias Maucksch | FV Dresden-Laubegast |          |
| A        | Marcel Rath       | St. Pauli            |          |
| C        | Olaf Renn         | Chemnitz             |          |
| D        | Rayk Schröder     | Hansa Rostock        |          |
| C        | Dietmar Wuttke    | Bayern Monaco II     |          |

### Sessione invernale
| Acquisti | Acquisti      | Acquisti         | Acquisti |
| R.       | Nome          | da               | Modalità |
| -------- | ------------- | ---------------- | -------- |
| C        | Hamid Termina | Wydad Casablanca |          |

| Cessioni | Cessioni        | Cessioni     | Cessioni |
| R.       | Nome            | a            | Modalità |
| -------- | --------------- | ------------ | -------- |
| D        | Kevin McKenna   | Hearts       |          |
| A        | Toralf Konetzke | St. Pauli    |          |
| D        | Tamás Szekeres  | Strømsgodset |          |

## Risultati

### Bundesliga

#### Girone di andata
| Arbitro: | Stark |

|                                   |           |             |
| Stalteri 34’ Bode 45’ Pizarro 70’ | Marcatori | 16’ Miriuță |

| Arbitro: | Wack |

|                    |           |                                           |
| Miriuță 68’ (rig.) | Marcatori | 9’ Evanílson 59’ Stević 64’, 81’ Herrlich |

| Arbitro: | Steinborn |

|                  |           |  |
| Sand 6’, 8’, 50’ | Marcatori |  |

| Arbitro: | Aust |

|                      |           |  |
| Labak 72’ Helbig 90’ | Marcatori |  |

| Arbitro: | Fleischer |

|                                          |           |           |
| Iashvili 53’, 60’ Baya 88’ Weißhaupt 89’ | Marcatori | 90’ Labak |

| Arbitro: | Wagner |

|            |           |                      |
| Miriuță 6’ | Marcatori | 24’ Rink 89’ Brdarić |

| Arbitro: | Heynemann |

|                |           |              |
| Koch 2’ (rig.) | Marcatori | 47’ Mičevski |

| Arbitro: | Merk |

|           |           |  |
| Sebők 14’ | Marcatori |  |

| Arbitro: | Keßler |

|                                 |           |           |
| Wosz 42’ Roy 66’ Sverrisson 85’ | Marcatori | 20’ Labak |

| Arbitro: | Albrecht |

|                          |           |  |
| Mičevski 29’ Miriuță 43’ | Marcatori |  |

| Arbitro: | Stark |

|              |           |          |
| Kühbauer 60’ | Marcatori | 38’ Vata |

| Arbitro: | Kemmling |

|                        |           |           |
| Miriuță 34’ Mátyus 86’ | Marcatori | 16’ Soldo |

| Arbitro: | Gagelmann |

|                                  |           |                 |
| Breitenreiter 6’ Oberleitner 42’ | Marcatori | 55’ Bittencourt |

| Arbitro: | Berg |

|  |           |                      |
|  | Marcatori | 14’ Timm 70’ Lottner |

| Arbitro: | Fandel |

|                |           |  |
| Reghecampf 70’ | Marcatori |  |

| Arbitro: | Wack |

|                        |           |                |
| Barbarez 72’ Heinz 78’ | Marcatori | 41’ Reghecampf |

| Arbitro: | Steinborn |

|                          |           |                                    |
| Kobylański 6’ Miriuță 9’ | Marcatori | 54’ Häßler 58’ Riseth 67’ Agostino |

#### Girone di ritorno
| Arbitro: | Aust |

|                                     |           |                   |
| Kobylański 4’ Helbig 44’ Mátyus 68’ | Marcatori | 38’ (rig.) Ailton |

| Arbitro: | Fröhlich |

|                         |           |  |
| Nerlinger 64’ Bobic 65’ | Marcatori |  |

| Arbitro: | Meyer |

|                                                |           |          |
| Miriuță 1’ Helbig 42’ Kobylański 72’ Labak 75’ | Marcatori | 54’ Sand |

| Arbitro: | Merk |

|           |           |  |
| Heldt 65’ | Marcatori |  |

| Arbitro: | Sippel |

|  |           |               |
|  | Marcatori | 50’, 90’ Dorn |

| Arbitro: | Albrecht |

|             |           |                            |
| Roberto 74’ | Marcatori | 33’, 62’ Miriuță 42’ Labak |

| Arbitro: | Fleischer |

|  |           |                               |
|  | Marcatori | 52’ (rig.) Basler 63’ Hristov |

| Arbitro: | Weiner |

|                          |           |  |
| Scholl 24’ Effenberg 38’ | Marcatori |  |

| Arbitro: | Berg |

|                                        |           |  |
| Miriuță 19’ Bittencourt 43’ Helbig 72’ | Marcatori |  |

| Arbitro: | Wack |

|          |           |  |
| Reis 75’ | Marcatori |  |

| Cottbus 6 aprile 2001, ore 20:15 CEST 28ª giornata | Energie Cottbus | 0 – 0 referto | Wolfsburg | Stadion der Freundschaft (15 019 spett.)\| Arbitro: \| Albrecht \| |
| Arbitro:                                           | Albrecht        |               |           |                                                                    |

| Arbitro: | Heynemann |

|                    |           |  |
| Balăkov 72’ (rig.) | Marcatori |  |

| Arbitro: | Merk |

|                 |           |  |
| Bittencourt 57’ | Marcatori |  |

| Arbitro: | Krug |

|                                                    |           |  |
| Lottner 21’ (rig.), 33’ Springer 46’ Arveladze 81’ | Marcatori |  |

| Arbitro: | Strampe |

|              |           |  |
| Rydlewicz 9’ | Marcatori |  |

| Arbitro: | Jansen |

|                                                            |           |                   |
| Hujdurović 1’ Labak 23’ Miriuță 51’ (rig.) Bittencourt 62’ | Marcatori | 40’, 55’ Barbarez |

| Arbitro: | Fandel |

|  |           |           |
|  | Marcatori | 25’ Labak |

### Coppa di Germania
| Arbitro: | Kinhöfer |

|  |           |                                                       |
|  | Marcatori | 14’, 37’, 43’ Horváth 16’, 63’ Akrapović 73’ Mičevski |

| Arbitro: | Fröhlich |

|                               |           |  |
| Rösler 52’ Leandro 90’ (rig.) | Marcatori |  |

## Statistiche

### Statistiche di squadra
| Competizione      | Punti | In casa | In casa | In casa | In casa | In casa | In casa | In trasferta | In trasferta | In trasferta | In trasferta | In trasferta | In trasferta | Totale | Totale | Totale | Totale | Totale | Totale | DR  |
| Competizione      | Punti | G       | V       | N       | P       | Gf      | Gs      | G            | V            | N            | P            | Gf           | Gs           | G      | V      | N      | P      | Gf     | Gs     | DR  |
| ----------------- | ----- | ------- | ------- | ------- | ------- | ------- | ------- | ------------ | ------------ | ------------ | ------------ | ------------ | ------------ | ------ | ------ | ------ | ------ | ------ | ------ | --- |
| Bundesliga        | 39    | 17      | 10      | 1       | 6       | 27      | 20      | 17           | 2            | 2            | 13           | 11           | 32           | 34     | 12     | 3      | 19     | 38     | 52     | -14 |
| Coppa di Germania | -     | 0       | 0       | 0       | 0       | 0       | 0       | 2            | 1            | 0            | 1            | 6            | 2            | 2      | 1      | 0      | 1      | 6      | 2      | +4  |
| Totale            | 39    | 17      | 10      | 1       | 6       | 27      | 20      | 19           | 3            | 2            | 14           | 17           | 34           | 36     | 13     | 3      | 20     | 44     | 54     | -10 |

### Andamento in campionato
| Giornata  | 1  | 2  | 3  | 4  | 5  | 6  | 7  | 8  | 9  | 10 | 11 | 12 | 13 | 14 | 15 | 16 | 17 | 18 | 19 | 20 | 21 | 22 | 23 | 24 | 25 | 26 | 27 | 28 | 29 | 30 | 31 | 32 | 33 | 34 |
| --------- | -- | -- | -- | -- | -- | -- | -- | -- | -- | -- | -- | -- | -- | -- | -- | -- | -- | -- | -- | -- | -- | -- | -- | -- | -- | -- | -- | -- | -- | -- | -- | -- | -- | -- |
| Luogo     | T  | C  | T  | C  | T  | C  | T  | C  | T  | C  | T  | C  | T  | C  | C  | T  | C  | C  | T  | C  | T  | C  | T  | C  | T  | C  | T  | C  | T  | C  | T  | T  | C  | T  |
| Risultato | P  | P  | P  | V  | P  | P  | N  | V  | P  | V  | N  | V  | P  | P  | V  | P  | P  | V  | P  | V  | P  | P  | V  | P  | P  | V  | P  | N  | P  | V  | P  | P  | V  | V  |
| Posizione | 14 | 16 | 17 | 15 | 17 | 18 | 18 | 17 | 17 | 16 | 15 | 13 | 17 | 17 | 15 | 16 | 18 | 16 | 15 | 12 | 14 | 16 | 15 | 16 | 17 | 14 | 14 | 14 | 16 | 14 | 16 | 16 | 15 | 14 |

Legenda:

Luogo: C = Casa; T = Trasferta. Risultato: V = Vittoria; N = Pareggio; P = Sconfitta.

### Statistiche dei giocatori
| Giocatore      | Bundesliga | Bundesliga | Bundesliga  | Bundesliga | Coppa di Germania | Coppa di Germania | Coppa di Germania | Coppa di Germania | Totale   | Totale | Totale      | Totale     |
| Giocatore      | Presenze   | Reti       | Ammonizioni | Espulsioni | Presenze          | Reti              | Ammonizioni       | Espulsioni        | Presenze | Reti   | Ammonizioni | Espulsioni |
| -------------- | ---------- | ---------- | ----------- | ---------- | ----------------- | ----------------- | ----------------- | ----------------- | -------- | ------ | ----------- | ---------- |
| S. Abt         | 0          | 0          | 0           | 0          | 0                 | 0                 | 0                 | 0                 | 0        | 0      | 0           | 0          |
| B. Akrapović   | 30         | 0          | 5           | 0          | 2                 | 2                 | 0                 | 0                 | 32       | 2      | 5           | 0          |
| C. Beeck       | 17         | 0          | 3           | 0          | 2                 | 0                 | 0                 | 0                 | 19       | 0      | 3           | 0          |
| G. Berntsen    | 0          | 0          | 0           | 0          | 0                 | 0                 | 0                 | 0                 | 0        | 0      | 0           | 0          |
| F. Bittencourt | 23         | 4          | 5           | 0          | 1                 | 0                 | 0                 | 0                 | 24       | 4      | 5           | 0          |
| S. Heidrich    | 2          | 0          | 0           | 0          | 0                 | 0                 | 0                 | 0                 | 2        | 0      | 0           | 0          |
| S. Helbig      | 28         | 4          | 8           | 0          | 2                 | 0                 | 0                 | 0                 | 30       | 4      | 8           | 0          |
| F. Horváth     | 9          | 0          | 0           | 0          | 1                 | 3                 | 0                 | 0                 | 10       | 3      | 0           | 0          |
| F. Hujdurović  | 26         | 1          | 7           | 1          | 1                 | 0                 | 1                 | 0                 | 27       | 1      | 8           | 1          |
| S. Ilie        | 10         | 0          | 0           | 0          | 0                 | 0                 | 0                 | 0                 | 10       | 0      | 0           | 0          |
| A. Kobylański  | 29         | 3          | 4           | 0          | 1                 | 0                 | 0                 | 0                 | 30       | 3      | 4           | 0          |
| T. Konetzke    | 0          | 0          | 0           | 0          | 1                 | 0                 | 0                 | 0                 | 1        | 0      | 0           | 0          |
| T. Köhler      | 0          | 0          | 0           | 0          | 1                 | 0                 | 0                 | 0                 | 1        | 0      | 0           | 0          |
| A. Labak       | 30         | 7          | 2           | 0          | 1                 | 0                 | 0                 | 0                 | 31       | 7      | 2           | 0          |
| M. Lakhouil    | 0          | 0          | 0           | 0          | 0                 | 0                 | 0                 | 0                 | 0        | 0      | 0           | 0          |
| M. Latoundji   | 26         | 0          | 3           | 0          | 2                 | 0                 | 0                 | 0                 | 28       | 0      | 3           | 0          |
| K. McKenna     | 2          | 0          | 1           | 0          | 0                 | 0                 | 0                 | 0                 | 2        | 0      | 1           | 0          |
| V. Miriuță     | 29         | 11         | 4           | 1          | 2                 | 0                 | 0                 | 0                 | 31       | 11     | 4           | 1          |
| T. Mičevski    | 16         | 2          | 1           | 0          | 2                 | 1                 | 2                 | 0                 | 18       | 3      | 3           | 0          |
| J. Mátyus      | 23         | 2          | 3           | 0          | 1                 | 0                 | 0                 | 0                 | 24       | 2      | 3           | 0          |
| M. Neubert     | 0          | 0          | 0           | 0          | 0                 | 0                 | 0                 | 0                 | 0        | 0      | 0           | 0          |
| T. Neubert     | 0          | 0          | 0           | 0          | 0                 | 0                 | 0                 | 0                 | 0        | 0      | 0           | 0          |
| T. Piplica     | 34         | 0          | 1           | 0          | 1                 | 0                 | 0                 | 0                 | 35       | 0      | 1           | 0          |
| L. Reghecampf  | 26         | 2          | 6           | 0          | 2                 | 0                 | 1                 | 0                 | 28       | 2      | 7           | 0          |
| J. Rödlund     | 7          | 0          | 0           | 0          | 1                 | 0                 | 0                 | 0                 | 8        | 0      | 0           | 0          |
| J. Scherbe     | 19         | 0          | 3           | 0          | 1                 | 0                 | 0                 | 0                 | 20       | 0      | 3           | 0          |
| V. Sebők       | 25         | 1          | 7           | 0          | 2                 | 0                 | 1                 | 0                 | 27       | 1      | 8           | 0          |
| H. Termina     | 0          | 0          | 0           | 0          | 0                 | 0                 | 0                 | 0                 | 0        | 0      | 0           | 0          |
| R. Thielemann  | 16         | 0          | 5           | 0          | 0                 | 0                 | 0                 | 0                 | 16       | 0      | 5           | 0          |
| R. Trehkopf    | 0          | 0          | 0           | 0          | 0                 | 0                 | 0                 | 0                 | 0        | 0      | 0           | 0          |
| T. Cvetanov    | 5          | 0          | 1           | 0          | 0                 | 0                 | 0                 | 0                 | 5        | 0      | 1           | 0          |
| S. Unversucht  | 0          | 0          | 0           | 0          | 0                 | 0                 | 0                 | 0                 | 0        | 0      | 0           | 0          |
| R. Vata        | 30         | 1          | 8           | 0          | 1                 | 0                 | 0                 | 0                 | 31       | 1      | 8           | 0          |
| W. Wawrzyczek  | 6          | 0          | 0           | 0          | 0                 | 0                 | 0                 | 0                 | 6        | 0      | 0           | 0          |